# Compeyre
Compeyre település Franciaországban, Aveyron megyében. Lakosainak száma 526 fő (2022. január 1.). Compeyre Aguessac, La Cresse, Paulhe, Rivière-sur-Tarn és Verrières községekkel határos.

## Népesség
A település népessége az elmúlt években az alábbi módon változott:
| Lakosok száma | 334  | 348  | 419  | 528  | 523  | 533  | 530  | 522  | 518  | 526  |
|               | 1968 | 1982 | 1990 | 2006 | 2013 | 2015 | 2017 | 2019 | 2020 | 2022 |